# Struktura znanstvenih revolucij
Struktura znanstvenih revolucij je znanstvena monografija avtorja Thomasa Kuhna, izdana leta 1962 v sklopu Mednarodne enciklopedije enotne znanosti.  Temelji na predpostavki, da igra zgodovina znanosti ključno vlogo pri razvoju in razumevanju filozofije znanosti. 
Kuhn je Strukturo opisal kot svojevrsten fenomen, ki je najprej pritegnil zanimanje sociologov in je tako šele posledično pritegnilo pozornost filozofov, njegovega ciljnega občinstva. Šele ko sta ti dve skupini akademikov postali pozorni na Strukturo znanstvenih odkritij, je pridobila tudi širše, tako akademsko kot tudi laično občinstvo. Kljub temu, da je bila pomembnost in vloga njegovega dela splošno priznana, pa ga akademski krogi niso pozdravljali z navdušenjem. 
Kritika Dudleya Shaperea, ki je izšla leta 1964 je poudarila relativistične implikacije Kuhnovih idej in s tem pripravila teren za nadaljnje filozofske razprave. Če namreč upoštevanje počel, denimo logike, ali znanstvene metode, jemljemo kot ključni del racionalnosti, Kuhnova trditev, da znanstveniki pri sprejemanju odločitev ne delujejo znotraj okvirjev specifičnega sklopa pravil, pravzaprav trdi, da je znanost sama iracionalna. Aplikacija te kritike je bila izrazito vidna ob zavrnitvi ideje o razlikovanju med procesom odkritja in procesom utemeljitve. Podobno usodo je doletela tudi teza o neprimerljivosti podatkov, ki nimajo skupnega merila. K dodatnem poslabšanju situacije sta pripomogli še, takrat nesprejeta naturalistična naravnanost, ki je bila zaznamovala Strukturo znanstvenih revolucij, ter pa avtorjevo sklicevanje na psihologijo ter na specifične primere s tega področja.